# Dick Garrett
Pour les articles homonymes, voir Garrett.
Eldo "Dick" Garrett (né le 31 janvier 1947) à Centralia, Illinois, est un ancien joueur américain professionnel de basket-ball.

## Biographie
Meneur de jeu d'1,85 m issu de l'université South Illinois, Garrett fut sélectionné par les Los Angeles Lakers avec le 27e choix de la draft 1969. Il joua cinq saisons (1969-1974) en NBA, une avec les Lakers, trois avec les Buffalo Braves, et la dernière partagé entre les New York Knicks et les Milwaukee Bucks. Il fut nommé dans la NBA All-Rookie Team lors de la saison 1969-1970 après avoir inscrit 11.6 points par match de moyenne avec les Lakers.